# Fred McNair
Frederick V. McNair, IV (Washington, 22 de julho de 1950) é um ex-tenista profissional estadunidense.